# 焼尻島

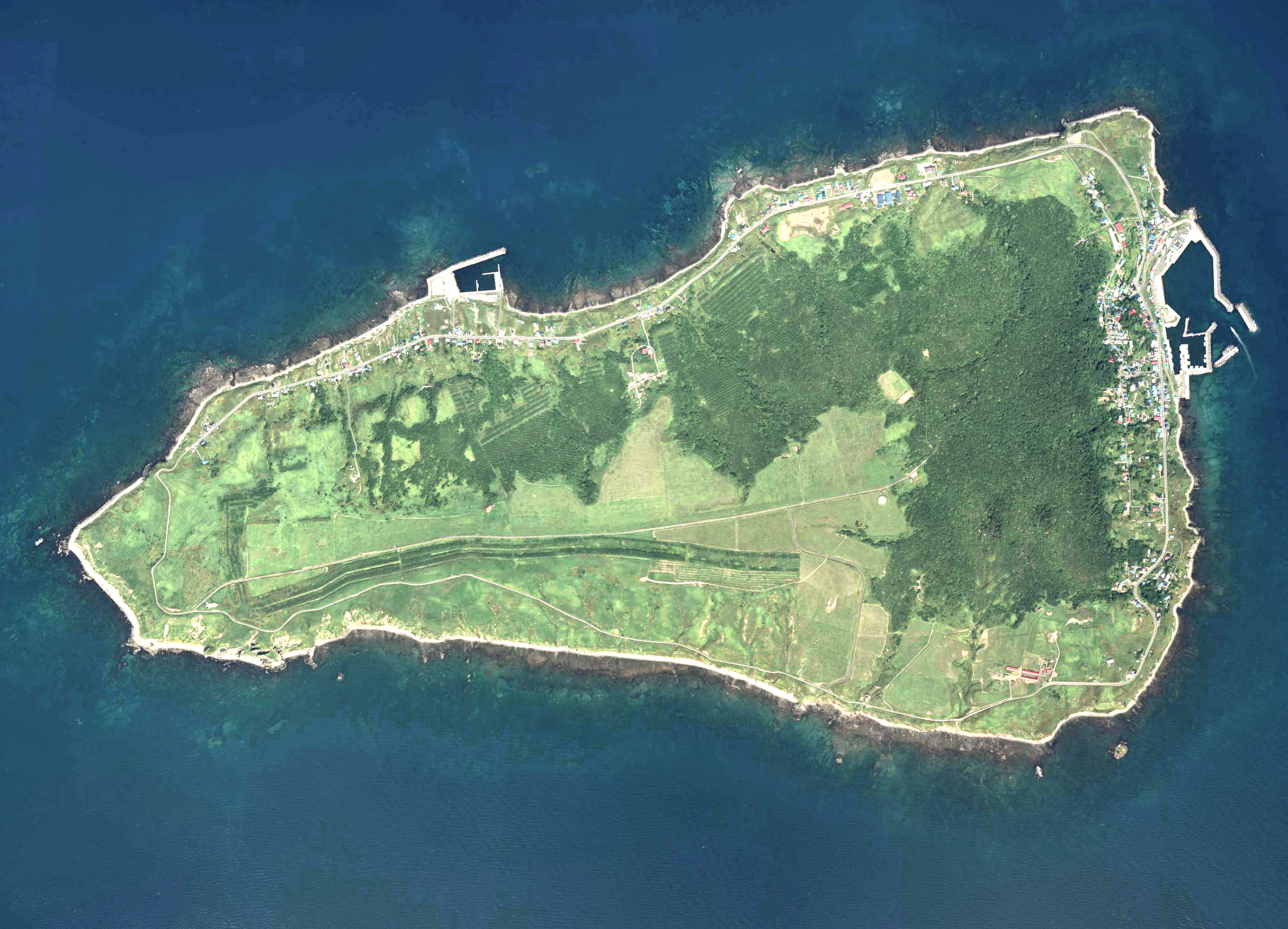
焼尻島の空中写真。2009年6月27日撮影の3枚を合成作成。
。

焼尻島（やぎしりとう）は、北海道留萌振興局管内の苫前郡羽幌町の西25kmの日本海に浮かぶ島。面積5.22km2。武蔵水道を隔てて西方にある天売島とともに羽幌町に属する。また、天売島とともに暑寒別天売焼尻国定公園に指定されている。

## 概要
人口171人（令和2年国勢調査）。島の名は、アイヌ語の「エハンケ・シリ」（近い島）、あるいは「ヤンケ・シリ」（水揚げする島）に由来すると言われている。
島内には多くの自然が残り、暑寒別天売焼尻国定公園に指定されている。特にイチイ（現地ではオンコと呼ばれる）の原生林は、その厳しい自然環境から希有な森林相を形成し、焼尻の自然林の名称で1983年（昭和58年）8月30日に、国の天然記念物に指定されている。
主たる産業に漁業と観光がある。
日本海に位置するため、通常でも波が荒く、波力発電の実験地の一つに選ばれている。

## 歴史
- 14世紀ごろ - マシュケアイヌにより焼尻漁場が支配される。
- 1822（文政5）年 - マシュケアイヌ200人が定住し、ニシン漁に携わる。
- 1786（天明6）年 - 六代栖原角兵衛、幕府よりヤンゲシリ漁場請負を命ぜられる。
- 1848（嘉永元）年6月27日 - アメリカ人ラノルド・マクドナルド（Ranald MacDonald）、焼尻に漂着。
- 1855（安政2）年 - 秋田藩の管理地となる。
- 1859（安政6）年 - 庄内藩の支配地となり、焼尻でのアイヌと和人の交易は庄内藩がトママイ場所で管理。
- 1868（明治元）年 - 明治維新により困窮した水戸藩の支配地となる。
- 1876（明治9）年 - 苫前村より焼尻村が独立[2]。
- 1879（明治12）年 - 郡区町村制が定められ、焼尻村、天売村戸長役場を焼尻に設置[3]。
- 1885（明治17）年 - 焼尻郵便局を石川県人小納家が引き受ける。
- 1900（明治33）年 - 焼尻消防団設置。
- 1902（明治35）年 - 天売村戸長役場が、焼尻村から独立設置される。
- 1906（明治39）年 - 焼尻村二級町村施行[4]。
- 1923（大正13）年 - 中野北溟、当村で誕生。
- 1948（昭和23）年 - 村立焼尻高等学校創立。
- 1959（昭和34）年 - 羽幌町に編入。
- 1964（昭和39）年 - 天売、焼尻道立自然公園となる。
- 1969（昭和44）年 - 羽幌港、苫前港との連絡フェリー「天羽丸」就航。
- 1977（昭和52）年 - 焼尻郷土館[5]、羽幌町有形文化財に指定される。
- 1979（昭和54）年 - 焼尻高等学校閉校。
- 1990（平成2）年8月1日 - 暑寒別、天売焼尻国定公園指定。
- 1991（平成3）年4月12日 - 高速船「さんらいなぁ」就航。

## 気候
気候は対馬海流の影響を受けるため道北の内陸部に比べると温暖である。一方で冬期は湿潤寒冷であるため積雪量は多く、北西の季節風も強い。
| 焼尻（1991年 - 2020年）の気候      | 焼尻（1991年 - 2020年）の気候 | 焼尻（1991年 - 2020年）の気候 | 焼尻（1991年 - 2020年）の気候 | 焼尻（1991年 - 2020年）の気候 | 焼尻（1991年 - 2020年）の気候 | 焼尻（1991年 - 2020年）の気候 | 焼尻（1991年 - 2020年）の気候 | 焼尻（1991年 - 2020年）の気候 | 焼尻（1991年 - 2020年）の気候 | 焼尻（1991年 - 2020年）の気候 | 焼尻（1991年 - 2020年）の気候 | 焼尻（1991年 - 2020年）の気候 | 焼尻（1991年 - 2020年）の気候 |
| 月                                 | 1月                           | 2月                           | 3月                           | 4月                           | 5月                           | 6月                           | 7月                           | 8月                           | 9月                           | 10月                          | 11月                          | 12月                          | 年                            |
| ---------------------------------- | ----------------------------- | ----------------------------- | ----------------------------- | ----------------------------- | ----------------------------- | ----------------------------- | ----------------------------- | ----------------------------- | ----------------------------- | ----------------------------- | ----------------------------- | ----------------------------- | ----------------------------- |
| 最高気温記録 °C （°F）             | 7.7 (45.9)                    | 9.3 (48.7)                    | 13.6 (56.5)                   | 20.0 (68)                     | 26.4 (79.5)                   | 26.1 (79)                     | 31.2 (88.2)                   | 32.4 (90.3)                   | 28.9 (84)                     | 22.3 (72.1)                   | 17.8 (64)                     | 12.6 (54.7)                   | 32.4 (90.3)                   |
| 平均最高気温 °C （°F）             | −1.3 (29.7)                   | −0.9 (30.4)                   | 2.6 (36.7)                    | 8.2 (46.8)                    | 13.3 (55.9)                   | 17.5 (63.5)                   | 21.5 (70.7)                   | 23.4 (74.1)                   | 20.9 (69.6)                   | 14.9 (58.8)                   | 7.5 (45.5)                    | 1.1 (34)                      | 10.7 (51.3)                   |
| 日平均気温 °C （°F）               | −3.3 (26.1)                   | −3.1 (26.4)                   | 0.3 (32.5)                    | 5.3 (41.5)                    | 10.1 (50.2)                   | 14.4 (57.9)                   | 18.6 (65.5)                   | 20.7 (69.3)                   | 18.1 (64.6)                   | 12.3 (54.1)                   | 4.9 (40.8)                    | −1.2 (29.8)                   | 8.1 (46.6)                    |
| 平均最低気温 °C （°F）             | −5.3 (22.5)                   | −5.2 (22.6)                   | −2.0 (28.4)                   | 2.8 (37)                      | 7.5 (45.5)                    | 12.0 (53.6)                   | 16.4 (61.5)                   | 18.5 (65.3)                   | 15.6 (60.1)                   | 9.6 (49.3)                    | 2.3 (36.1)                    | −3.3 (26.1)                   | 5.7 (42.3)                    |
| 最低気温記録 °C （°F）             | −14.5 (5.9)                   | −14.8 (5.4)                   | −11.4 (11.5)                  | −4.1 (24.6)                   | −1.1 (30)                     | 4.2 (39.6)                    | 9.2 (48.6)                    | 12.2 (54)                     | 7.6 (45.7)                    | 0.0 (32)                      | −9.1 (15.6)                   | −12.2 (10)                    | −14.8 (5.4)                   |
| 降水量 mm （inch）                 | 47.8 (1.882)                  | 32.2 (1.268)                  | 32.6 (1.283)                  | 37.8 (1.488)                  | 59.3 (2.335)                  | 58.2 (2.291)                  | 109.1 (4.295)                 | 118.2 (4.654)                 | 124.8 (4.913)                 | 117.1 (4.61)                  | 105.9 (4.169)                 | 70.4 (2.772)                  | 915.1 (36.028)                |
| 平均降水日数 （≥1.0 mm）           | 15.5                          | 11.1                          | 9.0                           | 8.5                           | 9.2                           | 8.1                           | 9.2                           | 9.8                           | 11.7                          | 14.6                          | 15.4                          | 16.1                          | 139.3                         |
| 平均月間日照時間                   | 54.6                          | 88.6                          | 157.6                         | 201.4                         | 209.8                         | 181.5                         | 175.3                         | 187.2                         | 195.5                         | 147.8                         | 70.2                          | 44.3                          | 1,713.9                       |
| 出典1：Japan Meteorological Agency |                               |                               |                               |                               |                               |                               |                               |                               |                               |                               |                               |                               |                               |
| 出典2：気象庁                      |                               |                               |                               |                               |                               |                               |                               |                               |                               |                               |                               |                               |                               |

## 交通

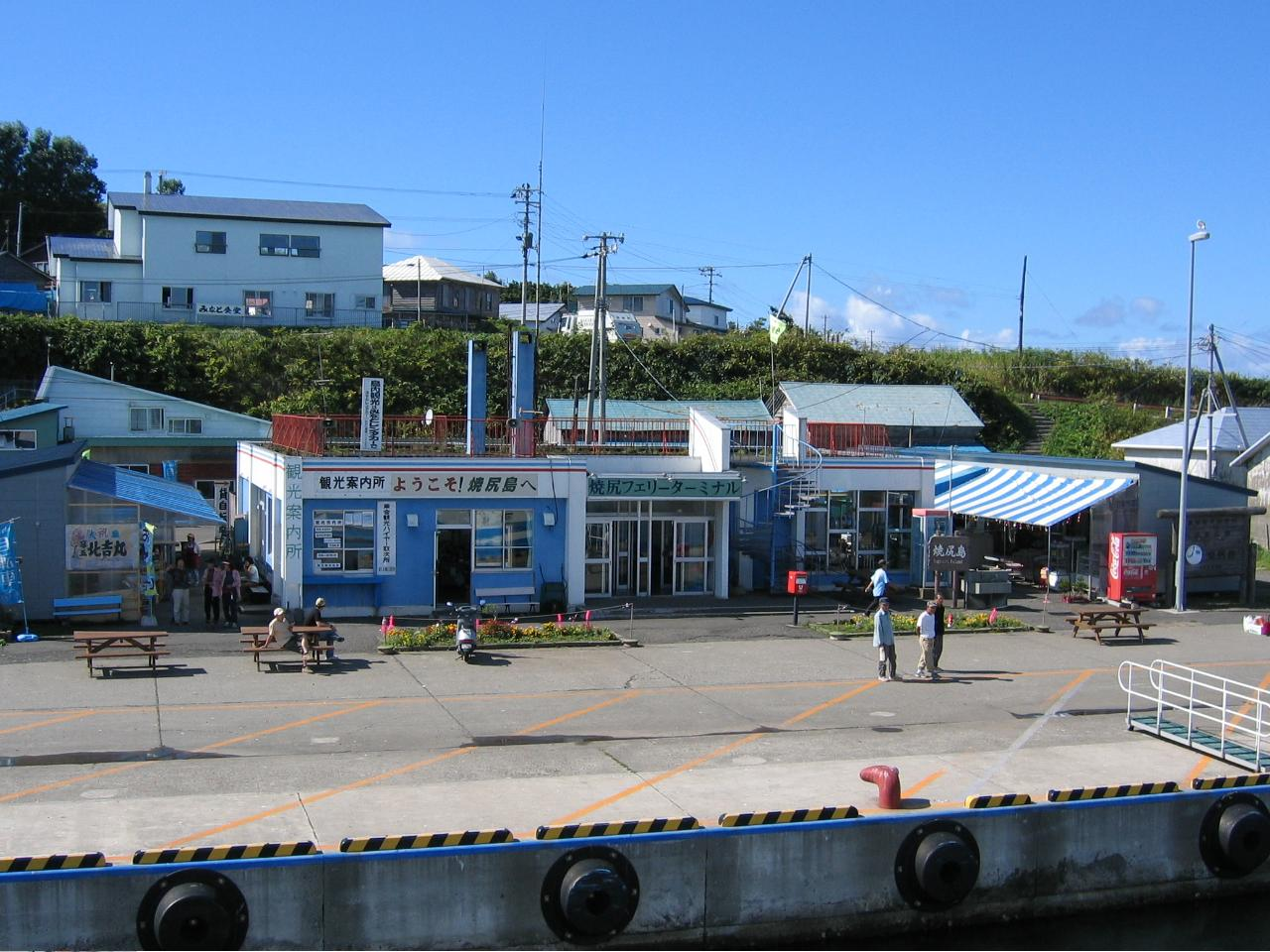
焼尻港
- 羽幌沿海フェリー
  - 羽幌 - 焼尻（高速船35分、フェリー1時間）
  - 焼尻 - 天売（高速船15分、フェリー25分）

道路
- 北海道道255号焼尻島線

## 観光地

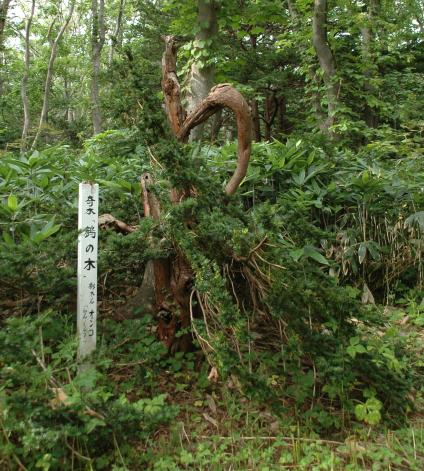
焼尻島のイチイの木（2005年8月）

- ラナルド・マクドナルド上陸記念碑[7]
1848年（嘉永元年）、アメリカ合衆国の捕鯨船員ラナルド・マクドナルドが上陸した場所とされる。その後長崎に移されたマクドナルドは、日本初のネイティブ英語教師となった。なお、マクドナルドは当時、住人に出会えなかったので、焼尻島を無人島と思い、島を出て利尻島に移った。
- 会津藩士の墓
1808年（文化5年）、樺太出兵から帰還中の会津藩士が嵐に会い遭難したため、後に墓を立てて埋葬した。また別な資料によると、会津藩士が津軽藩士に代わり、利礼樺太警備のため出陣したが、その途中船中にて病没したため、焼尻島に寄港し埋葬したとの記述もある。
一基には「会津小原内匠忠貫」「文化五年戊辰七月十一日」、他の一基には「会津山内一学豊忠」「文化五年戊辰七月十六日」の刻がある。
- 厳島神社
1844年（天保15年）、松前藩の命によりニシン場を開設した栖原家（小右ヱ門）の番人だった山田多三郎が神社の鳥居を寄進、現在の弁天崎に神社を創鎮。その後1922年（大正11年）に現在の場所に移転した。
- 羽幌町焼尻郷土館（旧小納家住宅）[8][9][7]
1900年（明治33年）竣工の木造2階建て建築（北海道指定有形文化財）。島の網元であった小納（こな）家の住宅で、2代目の小納宗吉によって建てられた。小納家は呉服店・雑貨店を兼営し、郵便局・電信局をも併設した。当時大変珍しくかつ高価であったトタン板で屋根を葺き、外壁は檜、内部は紫檀や黒檀の柱を使うなど贅を尽くした建物である。現在は資料館となっており、家具や生活用品のほか、当時の電信機器などが展示されている。
- 焼尻めん羊牧場
1962年（昭和37年）にニシン漁の不漁の漁業者対策のために開設[10]。1966年（昭和41年）町営化[10]。1968年（昭和43年）サフォーク種100頭を導入した[10]。羊のみを扱う道内唯一の公営牧場だったが、最後の飼育員が2023年（令和5年）8月末で退職する意向を示し、新規採用の見通しも立たないため、同年8月末までに全ての羊を出荷して閉鎖される方針が示された[10]。その後継承を希望する申し出があったことから、町では民間への継承を決め、牧場施設等を新たに設立された（株）焼尻めん羊牧場へ継承した[11][12]。

### ご当地グルメ
焼尻タコ揚げ定食
すり潰したミズダコと細かく刻んだミズダコとをコロッケ状にして揚げた「タコ揚げ」を主とした定食。飯には羽幌町産のオロロン米を使用。2008年5月18日販売開始。

## 祭事・イベント
- 焼尻めん羊まつり - 羽幌町営焼尻めん羊牧場が2023年8月末で閉鎖されることとなり（上述）、同年8月の開催が最後となった[14]。

## ロケ地
- 幸福の黄色いハンカチ（日本テレビ・2011年版）

## 公共機関

### 官公庁
- 羽幌町役場焼尻支所
- 羽幌警察署焼尻駐在所

### 学校
- 焼尻中学校
- 焼尻小学校

### かつて存在した学校
- 焼尻高等学校 - 1979年（昭和54年）閉校
- 豊崎小学校（閉校）

## テレビ番組
- 日経スペシャル ガイアの夜明け 医療格差をなくせ！～最先端　遠隔医療の可能性～（2008年2月12日、テレビ東京）[15] - 全国に広がる医師不足の現状を取材。